# 闪电狗
《雷霆戰狗》，由華特迪士尼製作並於2008年發行的美國電腦動畫喜劇電影，它是第48部華特迪士尼經典動畫長片，同時也是迪士尼的第4部3D電影。這部電影是由曾參與過《花木蘭》以及《變身國王》製作的克里斯·威廉斯（Chris Williams），以及曾參與過《星際寶貝》以及《熊的傳說》製作的拜倫·霍華德（Byron Howard）兩人共同執導，同時也是他們兩人的第一部導演作品。其英文原版的配音員包括了約翰·屈伏塔、麥莉·希拉、狄爾里奇·巴德（Diedrich Bader）、尼克·史威森（Nick Swardson）、葛瑞格·杰曼（Greg Germann）、蘇茜·伊斯曼（Susie Essman）、麥坎·邁道爾（Malcolm McDowell）、克萊兒·荷特（Claire Holt）和馬克·華爾頓（Mark Walton）等人。台灣版本則安排了王偉忠及林郁智（藝名「納豆」）等人配音，香港版本則有張學友、王祖藍等人負責配音。
電影的劇情講述一隻名為波特（Bolt）的白色德國牧羊犬因長期參與一電視節目的拍攝工作，以致角色上身，以為自己天生擁有超能力。他在一次拍攝時，因誤以為他的小主人佩妮（Penny）被綁架，隨即衝出攝影棚，展開了一次環遊全美國的「營救」旅程。
如同幾部迪士尼之前使用電腦繪圖製作的動畫電影，包括《四眼天雞》和《未來小子》等，《雷霆戰狗》也有以3D的形式在具備3D螢幕的電影院中上映。

## 劇情
一隻名叫波特（Bolt）的白色的德國牧羊犬是一個大受歡迎的電視節目中的主角，而他的主人佩妮（Penny）同時也在這個電視節目中演出他劇裡的主人。在節目中，波特有著各式各樣的超能力，包括了力大無比、飛快的速度、能由眼睛發出炙熱的光線和幾近無敵超聲波武器「狗吼功」（super bark），並且不斷阻止卡里科（Calico）博士的邪惡計劃。然而，劇組的人員一直不讓波特知道其實這一切都只是演戲，也因為這樣，波特一直不知道他所有的超能力其實都是假的。
一次意外，波特在紐約走失了。在回家的途中遇上的黑貓咪咪（Mitten）和波特的忠實粉絲倉鼠阿諾（Rhino，又译仓鼠犀牛），過程中一次一次的冒險使波特覺醒自己是沒有超能力的，亦加深了對咪咪和阿諾的感情。牠們乘坐過不同的交通工具，有火車、貨車、旅行車、運泥車，經過數月後終於回到片場。此刻佩妮因（假）波特怯場慌亂發生火災意外，波特知道佩妮有危險，馬上衝入片場找到佩妮，但四處已陷入一片火海中，波特帶佩妮逃亡至通風口，不過佩妮倒下不能走了，波特向通風口咆哮「狗吼功」，消防員才發現救他們出來。送醫時佩妮母親對經紀人仍一副勢利嘴臉感到憤怒、不再讓女兒演出，所以節目安排主人臉部傷勢嚴重得整容的劇情來換角。除波特重回佩妮懷抱外，咪咪和阿諾也被她收養而在一起。

## 配音員
| 配音                          | 配音                                                                     | 配音 | 配音                                                      | 角色                           |
| 美國                          | 台灣                                                                     | 香港 | 中國大陸                                                  | 角色                           |
| ----------------------------- | ------------------------------------------------------------------------ | --- | --------------------------------------------------------- | ------------------------------ |
| 约翰·特拉沃尔塔               | 王偉忠                                                                   | 張學友                                                                                                   | 商虹                                                      | 波特（Bolt）                   |
| 蘇茜·伊斯曼                   | 汪世瑋                                                                   | 劉玉翠                                                                                                   | 王博                                                      | 咪咪（Mittens）                |
| 馬克·懷頓                     | 林郁智                                                                   | 王祖藍                                                                                                   | 张遥函                                                    | 阿諾（Rhino）                  |
| 麥莉·希拉 科洛·莫瑞兹（幼年） | 王羚 王嘉（幼年）                                                        | 葉子琦 葉心怡（幼年）                                                                                    | 张晔子 王楚文（幼年）                                     | 佩妮（Penny）                  |
| 马尔科姆·麦克道威尔           | 康殿宏                                                                   | 龔國強                                                                                                   | 茅菁                                                      | 卡里科博士（Dr. Calico）       |
| 尼克·斯旺森                   |                                                                          | |                                                           | 布萊克（Blake）                |
| 狄爾里奇·巴德                 | 姜先誠                                                                   | 張錦程                                                                                                   |                                                           | 退休的貓（Veteran Cat）        |
| 格雷格·格曼                   | 于正昌                                                                   | 李忠強                                                                                                   | 高增志                                                    | 經紀人（The Agent）            |
| 詹姆士·利普頓                 | 王希華                                                                   | 張錦程                                                                                                   | 陆揆                                                      | 導演（The Director）           |
| 蘭迪·沙瓦吉                   |                                                                          | |                                                           | 沙格（Thug）                   |
| 凱莉·瓦格倫                   | 劉小芸                                                                   | 覃恩美                                                                                                   | 李世荣                                                    | 明蒂（Mindy）                  |
| 格蕾·德莱勒                   | 龍顯蕙                                                                   | 蘇青鳳                                                                                                   | 晏积暄                                                    | 佩妮的媽媽（Penny's Mother）   |
| J·P·曼諾克斯                  |                                                                          | |                                                           | 湯姆（Tom）                    |
| 布萊恩·斯泰潘內克             |                                                                          | |                                                           | 馬丁（Martin）                 |
| 約翰·迪·馬吉歐                |                                                                          | |                                                           | 沙爾（Saul）                   |
| 珍妮·路易絲                   |                                                                          | |                                                           | 代理導演（Assistant Director） |
|                               | 周寧 姜瑰瑾 夏治世 劉安 王辰驊 曾詩淳 陳旭昇 劉鵬傑 王俊博 蘇振威 陳午明 | 古明華 李建良 李鎮洲 湯俊明 潘燦良 羅君左 謝月美 賴芸芬 邱萬城 邵美君 郭碧珍 鄧偉傑 鄭佩嘉 陳旭恆 高翰文 | 叶宝华 任亚明 张云明 凌云 张杰 成在群 陈鑫 陈怡 毛强 金鑫 |                                |

## 製作

### 開發
一開始，這部電影原本計畫之名稱為《美國狗》（American Dog），且由克里斯·桑德斯執導。後來，桑德斯卻被克里斯·威廉斯（Chris Williams）和拜倫·霍華德（Byron Howard）兩人從這部電影的計畫中被取代。這部電影原本預設的劇情為敘述一隻名叫亨利（Henry）的電視明星狗有一天突然發現牠和另外一隻獨眼貓以及一隻巨大的兔子一同被困在內華達的沙漠地區，那隻貓和兔子都在各自尋找新的住處，但亨利卻以為自己還在拍攝電視節目的片廠。2006年，約翰·拉薩特成為迪士尼的創意總監（Chief Creative Officer）之後，和一些來自迪士尼以及皮克斯的導演看了這部電影早期的片段，並給了桑德斯一些建議，告訴他如何能夠改善劇情的想法。根據拉薩特的說法，桑德斯後來是因為拒絕參考拉薩特以及導演們的建議而從計畫中被取代的。拉薩特曾評論道：「桑德斯是一位才華洋溢的人，只可惜他卻不知道如何使用他的才華。」。在桑德斯離開這個計畫之後，原本的片名就被更改了。雖然一般來說一部電腦動畫電影的製作時間為四年，但電影的製作小組獲命必須在18個月之內完成作品。2007年6月8日時，迪士尼正式公布這部電影的名稱為《雷霆戰狗》，並且將會在2008年11月21日以3D的形式首次發行上映。

### 動畫
這部電影的畫風是受到愛德華·霍普的畫作以及維爾莫斯·齊格蒙（Vilmos Zsigmond）的攝影風格之靈感而形成的。這部電影的動畫用到了非真實感繪製技術（NPR），使其能夠達到特殊的視覺效果，之後迪士尼的3D動畫電影均採用了這種技術。而為了使這部電影達到其3D背景能夠看起來像是手繪的效果，迪士尼的動畫家利用了一個特別為這部電影之製作而設計的專利科技來進行處理。
波特（Bolt）這個角色是一隻白色瑞士牧羊犬，對於動畫家選擇這個品種的原因，角色設計組長喬·莫希爾（Joe Moshier）說道：「牠們（白色牧羊犬）有一對很長的耳朵，而那正是我想要在畫作中強調的特色，好讓動畫家們能夠輕易的表達出波特這個角色強烈的肢體動作。」。
塑膠球中的阿諾（Rhino）這個角色的設計構想則是來自製片主管約翰·拉薩特的寵物毛絲鼠，牠也曾在製片過程中被帶到製片廠供動畫家們參考。

## 原聲帶
《雷霆戰狗》這部電影的音樂是由約翰·包威爾譜寫的， 而其原聲帶中包括了電影中的配樂以及兩首原創歌曲：一首是由電影配音員中約翰·屈伏塔和麥莉·希拉合唱的「I Thought I Lost You」（曾於2009年被提名第66屆金球獎中的最佳歌曲獎），另一首則是珍妮·路易斯（Jenny Lewis）演唱的「Barking at the Moon」 原聲帶的發行日期是2008年11月18日。
雖然這部電影中也有一首摩托頭所演唱的歌曲，但是那首歌並沒有在原聲帶中出現。摩托頭的歌「Dog-Face Boy」（來自於他們的專輯《Sacrifice》）曾出現在電影中的一個片段：在一個郵件室中，一位正在用耳機聽這首歌的郵差無意中把裝著波特的大紙箱放上了卡車，運送到了紐約市。
| 曲序 | 曲目                                       | 时长 |
| ---- | ------------------------------------------ | ---- |
| 1.   | I Thought I Lost You                       | 3:36 |
| 2.   | Barking at the Moon                        | 3:17 |
| 3.   | Meet Bolt                                  | 1:49 |
| 4.   | Bolt Transforms                            | 1:00 |
| 5.   | Scooter Chase                              | 2:29 |
| 6.   | New York                                   | 1:44 |
| 7.   | Meet Mittens                               | 1:25 |
| 8.   | The RV Park                                | 2:14 |
| 9.   | A Fast Train                               | 2:38 |
| 10.  | Where Were You on St. Rhino's Day?         | 1:58 |
| 11.  | Sing-Along Rhino                           | 0:42 |
| 12.  | Saving Mittens                             | 1:02 |
| 13.  | House on Wheels                            | 3:07 |
| 14.  | Las Vegas                                  | 2:01 |
| 15.  | A Friend in Need                           | 1:13 |
| 16.  | Rescuing Penny                             | 3:09 |
| 17.  | A Real Life Superbark                      | 0:46 |
| 18.  | Unbelievable TV                            | 1:20 |
| 19.  | Home at Last/Barking at the Moon (Reprise) | 1:29 |

## 發行

### 上映
第一部《雷霆戰狗》的預告片曾於2008年6月27日時出現在《瓦力》的片頭。第二部預告片則是於同年10月3日出現在《比弗利拜金狗》的片頭。另外一部特別預告片則是於10月24日《歌舞青春3：畢業季》放映前出現在螢光幕上。
這部電影的首映會是於2008年11月16日在洛杉磯的酋長戲院（El Capitan Theatre）舉行，參加的人包括了約翰·屈伏塔、麥莉·希拉、麥坎·邁道爾（Malcolm McDowell）、狄爾里奇·巴德（Diedrich Bader）、尼克·史威森（Nick Swardson）、葛瑞格·杰曼（Greg Germann）、蘇茜·伊斯曼（Susie Essman）以及藍迪·沙比治（Randy Savage）等人。
在2006年12月時，約翰·拉薩特曾宣布所有將來迪士尼發行的電影作品都會加映一部短片。而這部電影加映的短片則是由皮克斯製作的《汽車總動員》延伸作品《東京脫線》（Tokyo Mater），內容敘述拖線（Mater）和閃電麥坤（Lightning McQueen）來到日本東京比賽的故事，劇情則是改編自電影《玩命關頭3：東京甩尾》。然而在大陆公映时，并没有加映这部短片。

### 家庭電影
《雷霆戰狗》的第一次光碟發行是在2009年3月22日。第一次於美國發行的格式為藍光光碟（區碼A），其中包含了普通版本以及數位版本的內容；單光碟版DVD以及特別版DVD（包含數位版本）則是隨後在3月24日發行（區碼1）。這是首部發行於家庭劇院時以藍光光碟先於DVD的電影。這部電影在英國則是於2009年6月15日藍光和DVD版本同步發行。
除此之外，在DVD以及藍光版本中，還有一部附加的短片《超級阿諾》（Super Rhino）。
這部電影直至2009年底為止總共銷售了約458萬份DVD，收入約為8101萬美元。
同其他迪士尼经典动画长片，该作于2019年11月12日作为首发阵容上线Disney+。

## 評價

### 影評
這部電影在爛番茄網站上基於177篇評論獲得了89%的好評。在另外一個影評網站Metacritic上，則是基於29篇評論獲得了67%的分數，被歸在該網站的「普遍良好評論」類別下。
《電視指南》的佩里·西伯特（Perry Seibert）給了這部電影4顆星中的3顆，並評論：「它是能夠讓目標觀眾——孩子們以及陪伴他們觀賞的家長們都能夠樂在其中的一部電影。它將生動刺激的動作、動人溫馨的劇情以及風趣搞笑的角色融為了一體，進而使得《雷霆戰狗》成為了迪士尼家庭電影的歷史上非常偉大的一部作品。」。《The A.V. Club》的塔莎·羅賓森（Tasha Robinson）則給了這部電影B+的分數，說道：「《雷霆戰狗》是迪士尼近年繼《星際寶貝》以來第一部看起來仍然保有以往迪士尼風格的電影，而不會讓人感覺過於極端的誇張和耍新花樣。除此之外，這部電影還強烈地帶有皮克斯作品的風格。」。《洛杉磯時報》的肯尼斯·圖藍（Kenneth Turan）將這部電影以《楚門的世界》作為比喻，評論道：「《雷霆戰狗》一樣也擁有非常奇妙的劇情，它就有如家庭動畫版本的金·凱瑞巨作《楚門的世界》一般。」。

### 票房收入
在上映後的第一個週末，這部電影以第三名的成績獲得了約2622萬美元的票房收入，僅次於《暮光之城》以及《007量子危機》。到了第二個週末，這部電影則是以第二名的成績獲得了相較於上週有1.4%增加的收入，僅次於《真愛囧冤家》（Four Christmases）。直至2009年11月1日为止，這部電影在美國和加拿大地區獲得了約1.14億美元、其它地區約1.99億美元，以及全世界總共約3.13億美元的票房收入。

### 獎項
| 年份   | 獎項                           |
| ------ | ------------------------------ |
| 2008年 | 奧斯卡最佳動畫片獎 (入圍)      |
| 2008年 | 安妮獎最佳動畫片獎             |
| 2008年 | 廣播影評人協會最佳動畫片獎     |
| 2008年 | 芝加哥影評人協會最佳動畫片獎   |
| 2008年 | 金球獎最佳動畫片獎             |
| 2008年 | 網路影評人協會最佳動畫片獎     |
| 2008年 | 美國製片人公會最佳動畫片獎     |
| 2008年 | 衛星獎最佳動畫或綜合媒體片獎   |
| 2009年 | 2009年青少年選擇獎最佳動畫片獎 |

## 電子遊戲
《雷霆戰狗》曾經於2008年11月18日發行過一套電子遊戲，適用於Nintendo DS、Wii、PlayStation 2、PlayStation 3、Xbox 360以及Microsoft Windows，同時也支援手機。遊戲的劇情焦點是放在波特虛幻的電視影集生活中，而非電影中現實世界故事的劇情。一部叫做「RhinoBall」的遊戲後來也透過了苹果的iTunes Store發行成為適用於iPhone OS的應用程式。

## 外部連結
- 互联网电影数据库（IMDb）上《Bolt》的资料（英文）
- AllMovie上《Bolt》的资料（英文）
- Box Office Mojo上《Bolt》的資料（英文）
- 豆瓣电影上《Bolt》的資料 （简体中文）
- 爛番茄上《Bolt》的資料（英文）
- Metacritic上《闪电狗》的資料（英文）